# Iuri Orlov
Iuri Orlov (rus: Юрий Фёдорович Орлов)  (Moscou, 13 d'agost de 1924 - Ithaca, 27 de setembre de 2020) fou un físic soviètic i activista pels drets humans, membre del moviment dissident. Fundador i primer líder del Grup Hèlsinki de Moscou des del 1976. Professor a la Universitat Cornell des del 1986.

## Biografia

### Primers anys
Iuri Fiódorovitx Orlov va néixer el 13 d'agost de 1924 i va passar la seva primera infantesa al poble de Khrapunovo, al raion de Noguinsk de l'óblast de Moscou. El seu pare, Fiódor Pàvlovitx Orlov (1903-1933), era enginyer a l'oficina de disseny. La mare, Klàvdia Petrovna Orlova (nascuda Lebedeva; 1907-1956), era mecanògrafa. Al camp, des de ben petit, va veure la vida real de la pagesia soviètica durant el període de col·lectivització i despossessió. El 1931, la família es va traslladar a Moscou. El 1933, el seu pare va morir de tuberculosi.
Des del 1941 treballà com a operari de torn a la planta de màquines-eina d'Ordjonikidze.
Del 1944 al 1946, Orlov va servir com a oficial a l'exèrcit soviètic. El 1952 es va graduar a la Universitat Estatal de Moscou i va començar els seus estudis de postgrau a l'Institut de Física Teòrica i Experimental, on més tard va treballar com a físic.
El 1956, en una reunió del partit dedicada a la discussió de l'informe de Khrusxov al XX Congrés del PCUS, va fer una declaració en què va anomenar I. Stalin i L. Béria "assassins al poder" i va presentar la demanda de "democràcia basada en el socialisme". Aviat va ser expulsat del PCUS per socialdemòcrata, se li va privar de l'admissió per treballar amb documents secrets i va ser acomiadat de l'institut.
Orlov va obtenir el títol de Candidat en Ciències el 1958 i el de Doctor en Ciències el 1963. Es va convertir en expert en acceleració de partícules. El 1968 va ser elegit membre corresponent de l'Acadèmia Armènia de Ciències i després va trobar feina a l'Institut de Física d'Erevan. El 1972, va tornar a Moscou i va treballar a l'Institut del Magnetisme Terrestre.

## Dissidència
El setembre de 1973, quan el diari Pravda va publicar una declaració d'un grup de destacats acadèmics on denunciaven l'activitat antipatriòtica d'Andrei Sàkharov, Orlov va decidir donar-li suport, tot recordant els discursos ben memoritzats dels anys 30, en què alguns acadèmics exigien la pena de mort per a altres detinguts; més tard, alguns d'aquests acadèmics foren arrestats; i després tercers acadèmics, encara vius, exigien públicament la pena de mort per a ells.:163:161
En defensa de l'acadèmic Sàkharov, el 16 de setembre de 1973, Orlov va escriure la "Carta oberta a L. I. Bréjnev sobre les raons del retard intel·lectual a l'URSS i les propostes per a superar-lo", que va aparèixer com a publicació clandestina de samizdat. La premsa occidental va publicar la carta el 1974, però la seva publicació a la premsa russa només va tenir lloc el 1991.
A principis dels anys setanta, l'article de Iuri Orlov "És possible un tipus de socialisme no totalitari?" també va aparèixer com a publicació clandestina de samizdat.
El 1973 va ser acomiadat després de convertir-se en membre fundador del primer grup d'Amnistia Internacional a la Unió Soviètica.
El maig de 1976 va organitzar el Grup Hèlsinki de Moscou de Moscou i en va esdevenir el seu president.Andrei Sàkharov va elogiar Orlov per haver documentat sistemàticament les violacions soviètiques de les disposicions dels drets humans dels acords de Hèlsinki. Orlov va ignorar les ordres de dissoldre el grup Helsinki de Moscou quan el KGB li va dir que el grup era il·legal. El cap del KGB, Iuri Andrópov, va determinar: "Així, ha sorgit la necessitat de posar fi a les accions d'Orlov, dels seus companys de monitoratge de Hèlsinki, Guinzburg i d'altres, d'acord amb la legislació vigent".

## Arrest i judici
El 10 de febrer de 1977, Orlov va ser arrestat. Al març de 1977, Orlov va publicar l'article sobre la seva detenció "El camí cap a la meva detenció".En un judici a porta tancada, se li va negar el dret a examinar proves i cridar testimonis.
La sala es van omplir uns 50 individus seleccionats per les autoritats, mentre que als partidaris i amics d'Orlov, inclòs Andrei Sàkharov, se'ls va prohibir l'entrada perquè no hi havia espai. La declaració d'Orlov va ser interrompuda moltes vegades pel jutge i el fiscal i pels espectadors que cridaven "espia" i "traïdor". Segons Irina, dona d'Orlov, els espectadors hostils de la sala van aplaudir la sentència i van cridar: "li hauríeu d'haver donat més".
Orlov en el judici va argumentar que tenia dret a criticar el govern i dret a difondre aquestes crítiques en virtut de les disposicions sobre la llibertat d'informació dels Acords de Hèlsinki. Orlov també va argumentar que va distribuir aquesta informació per raons humanitàries, no subversives. El 15 de maig de 1978, Orlov va ser condemnat a set anys en un camp de treball i cinc anys d'exili intern per la seva feina amb el Grup Hèlsinki de Moscou.

### Protestes pel judici d'Orlov
El president dels Estats Units, Jimmy Carter, va expressar la seva preocupació per la gravetat de la sentència i el secret del judici. El senador per Washington Henry M. Jackson, va dir: "El procés d'Orlov, i els empresonaments de Guínzburg i Xaranski, són casos dramàtics" quan es van discutir les infraccions de la llei soviètiques. L'Acadèmia Nacional de Ciències dels Estats Units va protestar oficialment contra el judici d'Orlov.
L'estiu de 1978, 2400 científics estatunidencs, inclosos físics del laboratori Lawrence Berkeley de la Universitat de Califòrnia, van crear Scientists for Sakharov, Orlov and Shcharansky (SOS), un moviment internacional per promoure i protegir els drets humans dels científics.:547Un iniciador de SOS fou el físic estatunidenc Andrew Sessler. El seu president era el professor Morris Pripstein.
Científics del CERN es van pronunciar contra l'empresonament d'Orlov per "difondre propaganda antisoviètica". 43 físics van desconvocat els seus viatges previstos a la Unió Soviètica en protesta contra la presó d'Orlov.

## Empresonament i exili

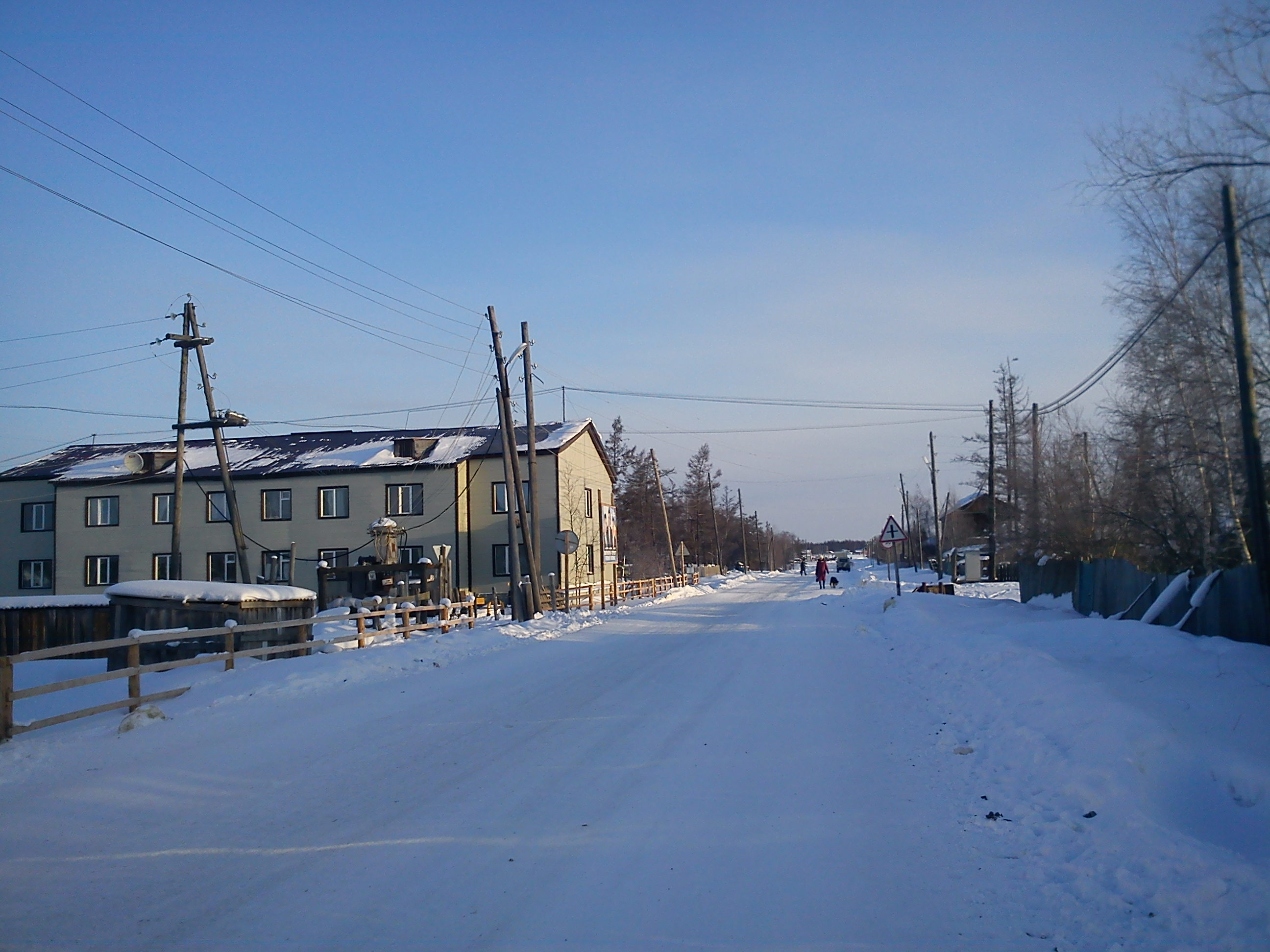
Un carrer a Kobiai

Durant el primer any i mig, Orlov va ser empresonat a la presó de Lefórtovo, i després al camp 35 i 37 de Perm. Al camp 37 de Perm, va muntar tres vagues de fam per fer que les autoritats de la presó retornessin els seus escrits i notes confiscats. Dos articles escrits per Orlov al camp van ser trets de manera clandestina i publicats a l'estranger., El 5 de juliol de 1983, el canceller austríac Bruno Kreisky va demanar l'alliberament d'Orlov per rebre'l a Àustria,però, per ordre del secretari general del comitè central del PCUS Iuri Andrópov, la carta es va deixar sense resposta.
L'organització Helsinki Watch de Nova York va publicar un comunicat sobre el deteriorament de la salut d'Orlov: "Té freqüents mals de cap i marejos, com a resultat d'una antiga lesió al crani. Pateix inflamació renal i de pròstata, pressió arterial baixa, dolors reumàtics, mal de queixal, insomni i deficiència de vitamines. L’assistència mèdica al camp de treball és extremadament inadequada." Orlov també patia tuberculosi. Ha perdut molt de pes i la majoria de les dents. L'esposa d'Orlov va dir que es veia extremadament demacrat i que "tenia molta por per la salut del meu marit. Les autoritats el van matant gradualment".
El 1984, Orlov es va exiliar a Kobiai a Sibèria i se li va permetre de comprar-se una casa amb jardí. El 14 de novembre de 1985, el professor George Wald va plantejar el cas d'Orlov en una xerrada amb el líder soviètic Mikhaïl Gorbatxov, que va respondre que no havia sentit a parlar d'Orlov.

## Deportació i ciutadania estatunidenca
El 1986, Orlov va ser privat de la ciutadania soviètica i el 5 d'octubre de 1986 va ser expulsat per la força de l'URSS a canvi d'un oficial d'intel·ligència soviètic, Guennadi Zakhàrov, que havia estat arrestat als Estats Units. També van ser expulsats l'activista de l'aliyà Benjamin Bogomolni i el periodista estatunidenc Nicholas Daniloff, cap de l'oficina de Moscou de US News and World Report, arrestat per sospita d'espionatge.
L'alliberament d'Orlov de l'exili i l'expulsió de l'URSS van aixecar l'esperança entre els occidentals que el procés de Hèlsinki finalment pogués començar a produir progressos. El president dels Estats Units, Jimmy Carter, va dir: "Pel que fa a Orlov, estem molt encantats amb aquesta feliç ocurrència. Ens agradaria reunir-nos amb ell si ve a aquest país, però no sé pas què farà. No tinc manera de conèixer els seus plans."
El 10 de desembre de 1986, Orlov va rebre el Premi Carter–Menil de Drets Humans, dotat amb 100.000 dòlars.:253
El 1987, Orlov va començar a treballar a la Universitat Cornell com a científic i professor.
Orlov va ser membre visitant de l'Organització Europea per a la Recerca Nuclear (CERN) el 1988/89.
Membre de l'Acadèmia Americana d'Arts i Ciències, Orlov va estudiar el disseny de l'accelerador de partícules, l'anàlisi de la interacció de feixos i la mecànica quàntica. Ha estat autor i coautor de nombrosos treballs de recerca, articles sobre drets humans, i una autobiografia, Dangerous Thoughts (1991).
El 1990, Mikhaïl Gorbatxov va restablir la ciutadania soviètica a Orlov i a altres 23 destacats emigrants que l'havien perduda entre 1966 i 1988. Orlov va dir a Gorbatxov: "Jo diria que teniu un poder a les vostres mans, el KGB, i, per tant, hauríeu de dur a terme les vostres reformes sense tenir por de ningú. Després, hauríeu de liquidar el KGB, perquè és un càncer". El 18 de juliol de 1991, Orlov i Ielena Bónner van escriure una carta oberta sobre el fet que l'exèrcit soviètic i les tropes especials havien estat deportant sistemàticament milers d'armenis de l'Azerbaidjan a Armènia.
El 1993, Orlov va rebre la ciutadania estatunidenca.
El 1995 l'American Physical Society li va atorgar la medalla Nicholson al servei humanitari. El 2005 esdevingué el primer guardonat amb el premi Andrei Sàkharov, atorgat cada dos anys per l'American Physical Society en honor dels científics per una tasca excepcional en la promoció dels drets humans. El 2020, uns dies abans de morir Orlov, l'American Physical Society li va atorgar el premi Robert R. Wilson 2021 per les seves fites en la física dels acceleradors de partícules, pel seu treball científic i per "encarnar l'esperit de llibertat científica."
El 2004, Orlov va expressar la seva opinió sobre Rússia i Vladímir Putin tot dient: "Rússia vola enrere en el temps. Putin és com Stalin i parla en el llenguatge del pinxo, la màfia". El 24 de març de 2005, Orlov va escriure una carta a Putin per expressar la seva inquietud per la persecució penal d'Anna Mikhaltxuk, Iuri Samodurov i Liudmila Vassilovskaia en el cas relatiu a l'exposició sobre religió del Museu Sàkharov.
Orlov va participar en dos documentaris sobre el moviment dissident soviètic, They Chose Freedom el 2005, i Parallels, Events, People el 2014.
Va ser membre dels comitès consultius i de llibertat acadèmica de Human Rights Watch Àsia i membre del comitè honorari del 25è aniversari, Global Rights.
Orlov va morir el 27 de setembre de 2020, als 96 anys.

## Selecció de publicacions
- Orlov, Yuri «Letter to L.I. Brezhnev» (en anglès). Survey, núm. 14, 1974, pàg. 241–245.
- Orlov, Yuri «The road to my arrest» (en anglès). The New Leader, vol. 60, núm. 6, 1977.
- Orlov, Yuri «On prisoners in Soviet camps» (en anglès). Survey, núm. 24, 1979, pàg. 67–91.
- Orlov, Yuri «A quantum model of doubt» (en anglès). Annals of the New York Academy of Sciences, vol. 373, 1981, pàg. 84–92. Bibcode: 1981NYASA.373...84O. DOI: 10.1111/j.1749-6632.1981.tb51134.x.
- Orlov, Yuri «The wave logic of consciousness: a hypothesis» (en anglès). International Journal of Theoretical Physics, vol. 21, núm. 1, 1982, pàg. 37–53. Bibcode: 1982IJTP...21...37O. DOI: 10.1007/BF01880263.
- «Yury Orlov: I believe in the people» (en anglès). Index on Censorship, vol. 16, núm. 2, 1987, pàg. 10. DOI: 10.1080/03064228708534201.
- Orlov, Yuri; Bethell, Nicholas «Out of the Gulag and into exile» (en anglès). Encounter, núm. 26, 1987, pàg. 48–52.
- Orlov, Yuri «Before and after glasnost» (en anglès). Commentary, vol. 86, núm. 4, 1988a, pàg. 24.
- Orlov, Yuri. «The Soviet Union, human rights, and national security». A: Corillon, Carol (ed.). Science and human rights (en anglès).  Washington, DC: National Academies Press, 1988b, p. 62–67.
- Gottfried, Kurt; Orlov, Yuri «A man who would not be silenced: Sakharov: he saw scientific, political and moral realities as one equation, and he died still warning about 'tomorrow'» (en anglès). Los Angeles Times, 19-12-1989.
- Bonner, Elena; Orlov, Yuri «Armenia: an open letter» (en anglès). The New York Review of Books, 1991.
- Orlov, Iuri. «Перейти к полной свободе в сфере идей». A: Iuri Aksiutin, Roi Medvédev (eds.). Л.И. Брежнев: Материалы к биографии [L.I. Bréjnev: materials per a una biografia] (en rus).  Moscou: Политиздат, 1991, p. 323–328. ISBN 5-250-01721-5.
- Orlov, Yuri. Dangerous Thoughts. Memoirs of a Russian Life (en anglès).  Nova York: William Morrow and Company, 1991. ISBN 978-0688104719.
- Orlov, Iuri. Опасные мысли: Мемуары из рус. жизни [Pensaments perillosos. Memòries d’una vida russa] (en rus).  Moscou: Аргументы и факты, 1992. ISBN 978-5852720023.
- Birman, Joseph; Lizhi, Fang; Winick, Herman; Chudnovsky, Eugene; Orlov, Yuri «Science and human rights» (en anglès). Nature, vol.370, núm. 6491, 1994, pàg. 592. Bibcode: 1994Natur.370..592B. DOI: 10.1038/370592a0.
- Orlov, Iuri. «Возможен ли социализм не тоталитарного типа?». A: Akhmetiev I., Kulakov V.. Самиздат века [Samizdat del segle] (en rus).  Minsk: Полифакт, 1997. ISBN 978-5-89356-004-6.
- Orlov, Iuri. «Возможен ли социализм не тоталитарного типа?». A: Igrunov, Viatxeslav. Антология самиздата. Неподцензурная литература в СССР. 1950–1980-е.: В 3-х томах: т. 3: после 1973 [Antologia del samizdat. Literatura sense censura a l’URSS. 1950-1980.: En 3 volums: vol. 3: després de 1973] (en rus).  Moscou: Международный институт гуманитарно-политических исследований // Institut Internacional d'Estudis Humanitaris i Polítics, 2005, p. 191–205. ISBN 978-5-89793-034-0.